# 野洲市議会
野洲市議会（やすしぎかい）は、滋賀県野洲市の議会。

## 概要
- 定数：18人
- 任期：2021年11月1日 - 2025年10月31日[1]
- 選挙区：市全体を1選挙区とする大選挙区制（単記非移譲式）
- 議長：荒川泰宏（創政会）
- 副議長：山本剛（民主やす）

## 会派
| 会派名                     | 議席数 | 議員名（◎は代表）                                             |
| -------------------------- | ------ | ------------------------------------------------------------- |
| 新誠会                     | 6      | ◎岩井智惠子、益川教智、山﨑敦志、鈴木市朗、橋俊明、東郷克己   |
| 創政会                     | 6      | ◎荒川泰宏、奥山文市郎、服部嘉雄、石川恵美、稲垣誠亮、山﨑有子 |
| 公明党                     | 2      | ◎津村俊二、木下伸一                                           |
| 民主やす                   | 1      | ◎山本剛                                                       |
| 暮らしと自治を考える会     | 1      | ◎田中陽介                                                     |
| 日本共産党野洲市議会議員団 | 1      | ◎小菅康子                                                     |
| 無会派                     | 1      | 村田弘行                                                      |
| 計                         | 18     |                                                               |

（2023年5月1日現在）

## 沿革
2019年
- 12月5日 - 「病気通院」と偽って特別委員会を欠席したとして、山崎敦志に対する辞職勧告決議案が市議会定例会に提出される。議長と本人を除く16人で起立採決した結果、11人が賛成し、決議案は可決された[3]。

2020年
- 11月6日 - 議長に東郷克己が就任。

2021年
- 10月17日 - 野洲市議会議員選挙実施。投票率52.82％。
- 11月10日 - 議長に荒川泰宏が就任。

2022年
- 6月28日 - 市議会は、新しい市立病院建設をめぐり、市が、新しく示した総合体育館横での建設を進めるため、議会に提案していた補正予算案などの関連議案をすべて否決した。定数18のうち、議長を除く17議員で採決が行われたが、市長派の最大会派「創政会」の稲垣誠亮が反対に回ったことにより、賛成8、反対9の1票差で議案は否決された[4]。
- 7月26日 - 東郷克己（会派：新誠会、党籍：自由民主党）が、世界平和統一家庭連合（旧統一教会）関連の政治団体「国際勝共連合滋賀県本部」の会員で、2021年3月まで自宅を同本部の事務所として提供していたことが、京都新聞の取材により明らかとなった。東郷は取材に応じ、「反共や安全保障などの政治的ビジョンに共感し、市議になる前から会員だった」と説明した[5]。
- 8月23日 - 東郷克己は国際勝共連合の会員だったことをめぐり、市議会全員協議会で「やましいことは全くない」と弁明した。会派代表者会議を経て議員らから送付された11の質疑をすべて拒否したことについて「信教の自由、思想・信条の自由があり、これに反する質問には答えられない」と回答した。また会合後、取材に対し「私に説明責任はない」と答えた[6]。

## 選挙

### 2017年野洲市議会議員選挙
2017年10月22日執行　当日有権者数：41,113人　最終投票率：60.61%　定数：18人　立候補者数：22人
| 順位 | 当落 | 候補者名   | 年齢 | 所属党派   | 新旧別 | 得票数    |
| ---- | ---- | ---------- | ---- | ---------- | ------ | --------- |
| 1    | 当   | 田中陽介   | 33   | 無所属     | 新     | 1,831     |
| 2    | 当   | 荒川泰宏   | 64   | 無所属     | 現     | 1,680     |
| 3    | 当   | 橋俊明     | 64   | 無所属     | 新     | 1,601     |
| 4    | 当   | 鈴木市朗   | 74   | 無所属     | 現     | 1,573     |
| 5    | 当   | 立入三千男 | 73   | 無所属     | 現     | 1,533     |
| 6    | 当   | 東郷克己   | 52   | 無所属     | 新     | 1,515.216 |
| 7    | 当   | 山本剛     | 55   | 民進党     | 現     | 1,514     |
| 8    | 当   | 稲垣誠亮   | 41   | 無所属     | 現     | 1,404     |
| 9    | 当   | 津村俊二   | 58   | 公明党     | 新     | 1,330     |
| 10   | 当   | 矢野隆行   | 64   | 公明党     | 現     | 1,311     |
| 11   | 当   | 山﨑敦志   | 63   | 無所属     | 新     | 1,254     |
| 12   | 当   | 野並享子   | 68   | 日本共産党 | 現     | 1,166     |
| 13   | 当   | 岩井智惠子 | 64   | 無所属     | 現     | 1,021     |
| 14   | 当   | 坂口重良   | 64   | 無所属     | 新     | 1,004     |
| 15   | 当   | 北村五十鈴 | 61   | 無所属     | 現     | 0841      |
| 16   | 当   | 東郷正明   | 65   | 日本共産党 | 現     | 0687.873  |
| 17   | 当   | 工藤義明   | 66   | 日本共産党 | 現     | 0635      |
| 18   | 当   | 長谷川崇朗 | 43   | 無所属     | 新     | 0613      |
| 19   | 落   | 五十嵐隆亮 | 31   | 無所属     | 新     | 0603      |
| 20   | 落   | 丸山敬二   | 69   | 無所属     | 現     | 0538      |
| 21   | 落   | 高橋繁夫   | 70   | 無所属     | 現     | 0417      |
| 22   | 落   | 大森實     | 68   | 無所属     | 新     | 0110      |